# Thomi Jourdan
Thomi Jourdan, né en 1974, est une personnalité politique suisse, membre du Parti évangélique.
Il est élu en février 2023 au gouvernement du canton de Bâle-Campagne. Premier représentant de son parti dans un gouvernement cantonal suisse, il est appelé prendre ses fonctions le 1er juillet 2023, à la tête du département de l'économie et de la santé.

## Biographie
Thomi Jourdan naît en 1974.
Il fait des études de politique et économie de la santé.
Il est successivement chef suppléant d'une fondation de travailleurs de rue pour les jeunes à Liestal pendant sept ans, chef du personnel à l'hôpital Felix-Platter (de) de Bâle puis au département de la santé de la ville de Zurich et, de 2016 à 2023, directeur d'une entreprise immobilière,,.
Il est marié à Jacqueline Jourdan, née Becker, directrice d'école dans le canton de Bâle-Ville,, et père de trois enfants. Ils accueillent également un enfant placé.
Il vit à Muttenz.

## Parcours politique
Il accède au Landrat du canton de Bâle-Campagne le 6 septembre 2001 à la suite de la démission de Theo Weller. Il y siège jusqu'au 30 septembre 2009 et y est notamment membre de la commission des finances.
Il est conseiller communal (exécutif) de Muttenz depuis 2008 et vice-président de l'exécutif depuis 2015.
Il est candidat au Conseil d'État en juin 2013 face à Anton Lauber, lors de l'élection visant à remplacer le démocrate-chrétien Peter Zwick. Soutenu par le Parti socialiste, les Verts et les Vert'libéraux, il obtient 45 % des voix (26 281 contre 30 867 à son adversaire démocrate-chrétien).
Il est à nouveau candidat au Conseil d'État en février 2023, cette fois avec succès, devenant le premier représentant du Parti évangélique élu dans un gouvernement cantonal suisse : il termine en cinquième position avec 26 217 voix contre 25 080 à la candidate de l'UDC Sandra Sollberger, qui ne parvient pas à conserver le siège du démissionnaire Thomas Weber.